# Karel Svoboda
Karel Svoboda (19. prosince 1938 Praha – 28. ledna 2007 Jevany) byl český skladatel filmové, televizní, populární a muzikálové hudby. Spolupracoval s Karlem Gottem a s textařem Jiřím Štaidlem.

## Biografie

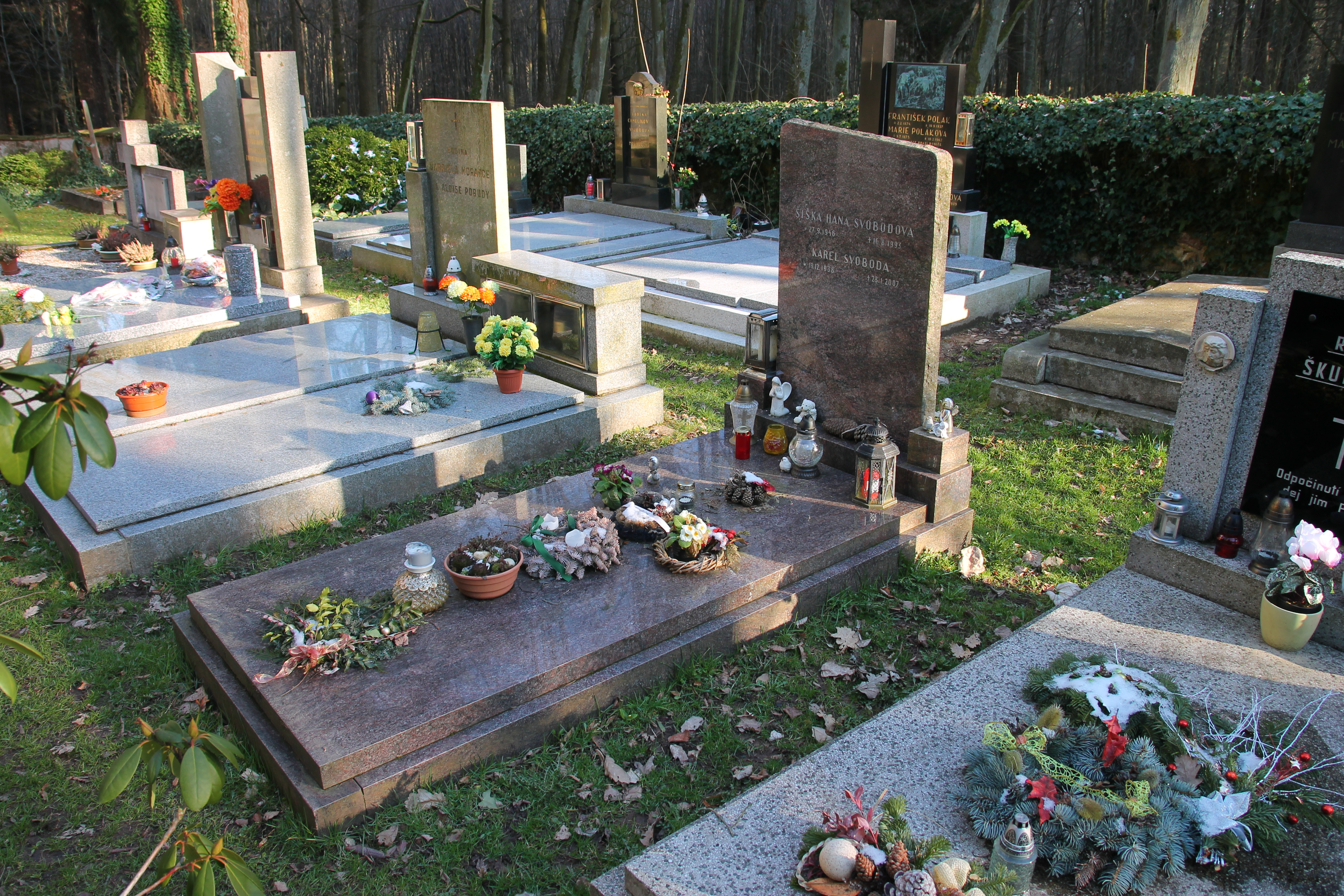
Hrob na Aldašíně

Už od dětství se učil hrát na klavír, vystudoval střední školu a začal studium stomatologie na Fakultě všeobecného lékařství Univerzity Karlovy v Praze. Později se živil jako úspěšný hudební skladatel.
V roce 1963 založil bigbeatovou skupinu Mefisto, která účinkovala nejdříve v Laterně magice a od prosince 1965 měla stálé angažmá v divadle Rokoko, kde Karel Svoboda dostal příležitost skládat pro novou generaci zpěváků v čele s Václavem Neckářem, Martou Kubišovou nebo Helenou Vondráčkovou. V roce 1969 se oženil se svou první ženou Hanou, ta zemřela na rakovinu v roce 1993. V roce 1995 se oženil s Václavou Horovou. Karel Svoboda často spolupracoval i se svým bratrem Jiřím Svobodou, též skladatelem především hudby k filmům a televizním inscenacím. O Karlu Svobodovi vznikl roku 2001 dokument v rámci cyklu GEN: Karel Svoboda pohledem Roberta Sedláčka.
Dne 28. ledna 2007 byl nalezen zastřelený na zahradě své vily v Jevanech. Policie dva dny po jeho smrti potvrdila, že šlo o sebevraždu.
Je pochován na hřbitově u kostela svatého Jiří v Aldašíně východně od Jevan.

### Genealogie
Jeho bratr byl Jiří Svoboda (1945–2004), který byl také hudebním skladatelem.
- Hana Svobodová (roz. Bohatová) (1945–1993) – manželé v letech 1969–1993 (zemřela na nádorové onemocnění)
  - Jana Wallace-Svobodová (* 1970) – dcera, manžel Clark Wallace
    - Michelle
    - Christophe

  - Petr Svoboda (* 9. říjen 1980) – syn, manželka Lucia Gažiová
    - Ferdinand
    - Greta
- Vendula Pizingerová (dříve Svobodová, roz. Horová) – manželé v letech 1995–2007
  - Klára Svobodová, dcera (* 4. leden 1996 – † 22. srpen 2000)
  - Jakub, syn (* 28. květen 2005)

## Tvorba
Roku 1965 vyšla první gramofonová deska s jeho skladbou Slunce za oknem, kterou nazpíval Jaromír Mayer. Nedlouho poté se jeho kariéra rozjela i v Německu, kde mu vyšla deska s instrumentálními skladbami Návrat Gemini a Start Gemini.
Z 60. let pochází také píseň Vzdálený hlas, s níž soutěžila Helena Vondráčková na festivalu v brazilském Rio de Janeiru. V roce 1968 navázal Svoboda spolupráci s Karlem Gottem, který měl v repertoáru asi 80 jeho písní. V šedesátých a sedmdesátých letech byli interprety jeho písní mimo jiné také Hana Zagorová, Eva Pilarová, Milan Drobný, Waldemar Matuška, Lešek Semelka, Jiří Schelinger nebo Jana Kratochvílová. V 80. letech k nim pak přibyli Michal David, Iveta Bartošová, Petr Sepeši, Marcela Březinová, italská zpěvačka Anna Rusticano, Marcela Holanová, Petra Janů a Dalibor Janda.
I v 90. letech se udržel v branži populární hudby produkováním obchodně úspěšných CD Daniela Hůlky, Leony Machálkové nebo Petra Koláře. V 90. letech začal psát i svůj první muzikál Dracula.
Vedle populární hudby se věnoval ve veliké intenzitě filmové hudbě. Stal se dvorním skladatelem režiséra Václava Vorlíčka, počínaje filmem Smrt si vybírá z roku 1972 přes proslulou filmovou hudbu k pohádkovému filmu Tři oříšky pro Popelku až k seriálu Létající Čestmír.
Dále napsal hudbu k seriálu Návštěvníci i znělku k seriálu Včelka Mája, která mu přinesla popularitu v tehdejším Západním Německu. Jako jeden z mála skladatelů pracoval a byl úspěšný na obou stranách tzv. Železné opony. Spolupracoval na mnoha seriálech s německou televizí ZDF. Složil mnoho písňových hitů, mezi jinými Lady Karneval (tato píseň je považována za jeho zřejmě nejproslulejší skladbu, později ji převzali interpreti v Brazílii, Francii, Německu nebo Švédsku), Stín katedrál, Čau, lásko, Ještě, že tě, lásko, mám a mnoho dalších. V polovině devadesátých let dvacátého století jeho hudba podkreslovala i veškeré znělky České televize.

### Filmová hudba
- Každý mladý muž, 1965
- Smrt si vybírá, 1972
- Noc na Karlštejně[5], 1973
- Tři oříšky pro Popelku, 1974
- Včelka Mája, 1975
- Noc klavíristy, 1976
- Pinocchio, 1976
- Jak se budí princezny, 1977
- Což takhle dát si špenát, 1977
- Zítra vstanu a opařím se čajem, 1977
- Smrt stopařek, 1979
- Nils Holgersson, 1980
- Kopretiny pro zámeckou paní, 1981
- 1981 Zpívej, kovboji! (Sing, Cowboy, Sing) - western NDR / Rumunsko
- Sůl nad zlato, 1982
- Návštěvníci, 1983
- Tao Tao, 1988
- Létající Čestmír, 1984
- Big Man/Jack Clementi, 1987/1988
- Cirkus Humberto, 1988
- Druhý dech, 1988
- Dobrodružství kriminalistiky, 1989
- Kačenka a zase ta strašidla, 1992
- Flash, 1993
- Und keiner weint mir nach, 1996
- Z pekla štěstí, 1999
- Milenci & Vrazi, 2004
- Rodinná pouta, 2006

### Muzikály
- Noc na Karlštejně (filmový muzikál, režie Zdeněk Podskalský)
- Dracula, 1995 (text Zdeněk Borovec)
- Monte Cristo, 2000 (text Zdeněk Borovec)
- Golem, 2006